# Strafgefangenenlager Falstad

Lager Falstad, 12. Mai 1945

Das Strafgefangenenlager Falstad (norwegisch: Falstad Fangeleir) war vom Frühjahr 1942 bis zum Ende des Zweiten Weltkrieges  ein Polizeihäftlingslager der deutschen Sicherheitspolizei (Sipo) und des Sicherheitsdienst (SD) im norwegischen Nord-Trøndelag bei Trondheim.

## Strafgefangenenlager
Da die norwegische Kollaborationsregierung von Vidkun Quisling keinerlei Rückhalt in der norwegischen Bevölkerung hatte, setzte der deutsche Reichskommissar für die besetzten norwegischen Gebiete Josef Terboven auf eine immer radikalere Besatzungspolitik. Für die Aufnahme politischer Gegner wurden Gefangenenlager unter Sipo und SD errichtet.
Das Lager wurde unmittelbar südlich des Dorfes Ekne am Trondheimfjord, 14 Kilometer westsüdwestlich von Levanger, in einem Gebäudekomplex eingerichtet, der in den 1920er Jahren als Sonderabteilung des Erziehungsheimes Falstad errichtet worden war. Im September 1941 wurden 170 Dänen als erste Gefangene dort untergebracht. Sie bauten die ersten Wacheinrichtungen des Lagers auf.
Im Frühjahr 1942 nahmen Sipo und SD das Lager offiziell in Betrieb, wobei es durch die Abteilung V (Kriminalpolizei) verwaltet wurde. Bis Kriegsende waren insgesamt sechs SS-Offiziere mit der Lagerleitung beauftragt. Diese waren: Paul Schöning, Paul Gogol, Scharschmidt, Werner Jeck, Georg Bauer und Karl Denk. Bis Kriegsende wurden ca. 4500 Häftlinge aus 13 Staaten in Falstad festgehalten. Neben brutalen Strafaktionen litten viele Gefangene unter der Zwangsarbeit. Einzelne Gefangenenkommandos mussten auf Wehrmachtsstützpunkten in der Region arbeiten. Politische Gegner und Juden wurden von Falstad in Konzentrationslager verschleppt. Für jugoslawische und sowjetische Gefangene war das Lager vom Sommer 1942 an und im Jahr 1943 ein Todeslager.

## Hinrichtungen in Falstadskogen
Die Wachmannschaften des Lagers nutzten wiederholt den nahegelegenen Wald als Hinrichtungsstätte. Insgesamt wurden dort über 200 Gefangene, darunter 43 norwegische Widerstandskämpfer, über 100 sowjetische Kriegsgefangene und 74 jugoslawische Partisanen ermordet. Da im Wald auch Ermordete verscharrt wurden, die keine Gefangenen des Lagers waren, am Ende des Krieges Exhumierungen zur Vertuschung stattfanden und ein noch immer gesuchtes mysteriöses Boot, angabegemäß exhumierte Leichen wegschaffte, macht die Einschätzung der Ermordetenzahl sehr schwierig.

## Nachkriegszeit

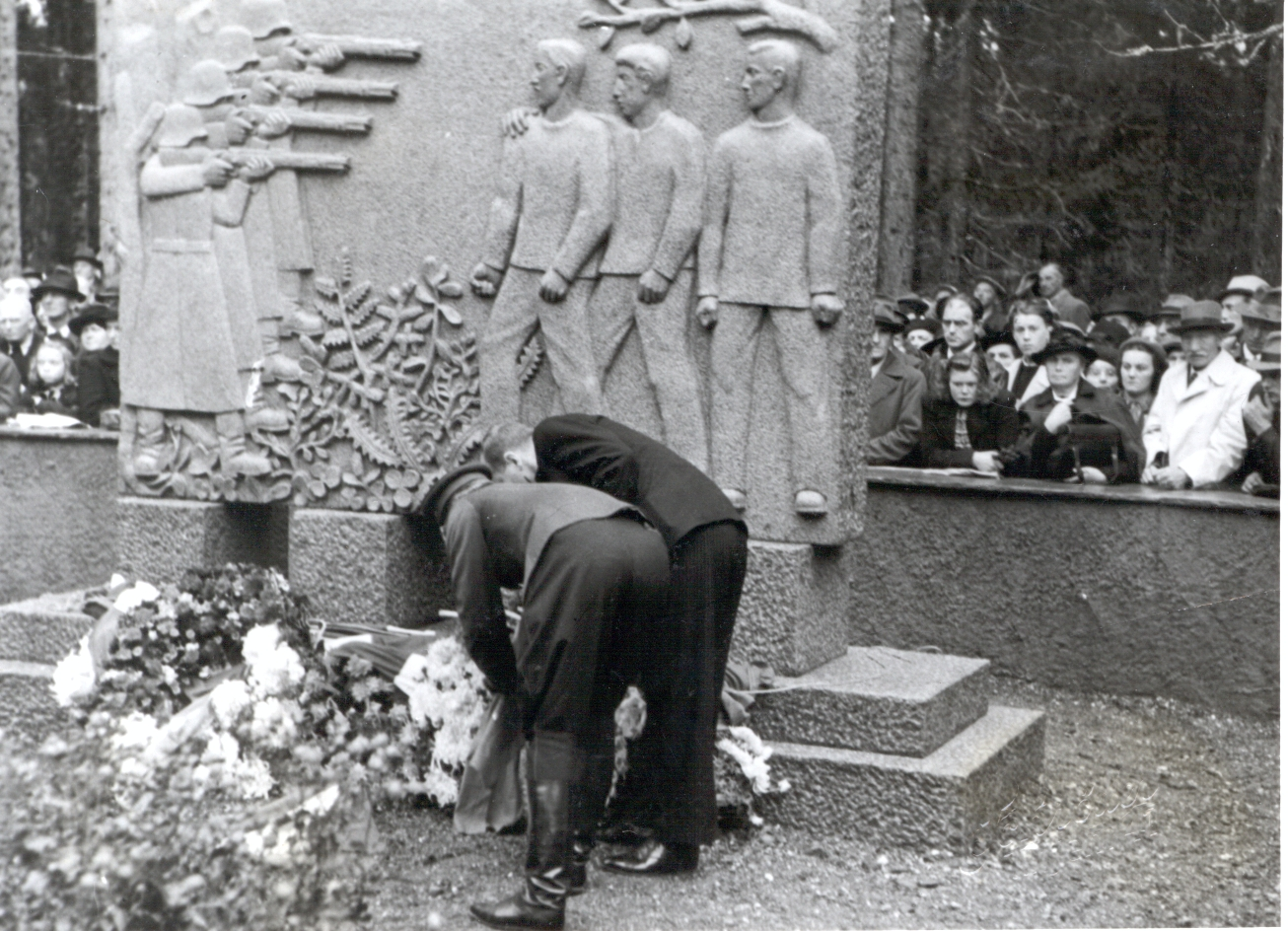
Einweihungsfeier des Mahnmals in Falstadskogen, 12. Oktober 1947

Zwischen 1945 und 1949 diente das Lager dem norwegischen Staat unter dem Namen Innherad Zwangsarbeitslager zunächst als Internierungslager und dann als Arbeitslager für verurteilte Kollaborateure. Ab 1949 wurden die Gebäude als Schule verwendet. Heute befindet sich darin das Falstad Center, das sich nach politischen Kontroversen auf die Darstellung der Zeit von 1940 bis 1945 beschränkt.
Im Wald bei Falstad wurden unmittelbar nach der Befreiung erste Einzel- und Massengräber entdeckt. 1947 weihte der norwegische Kronprinz Olav dort ein Monument ein, das eine zentrale Rolle bei Gedenkzeremonien und Jahrestagen einnimmt. Exhumierte Leichen wurden auf den Friedhöfen von Moholt und Lademoen in Trondheim sowie die sowjetischen in der Russischen Kriegsgräberstätte Tjøtta bestattet.